# Printemps des Légendes
Le Printemps des Légendes était un festival biennal consacré au légendaire et à la féerie, qui s'est tenu entre 2009 et 2014 au printemps à Monthermé et Bogny-sur-Meuse, dans les Ardennes françaises. Il a été créé par Hervé Gourdet et Olivier Rime, respectivement illustrateur originaire de Bogny-sur-Meuse, le pays des quatre fils Aymon, et auteur (le Petit Guide de Féerie en Ardenne et le Petit guide de Sorcellerie en Ardenne) et enseignant, avec le soutien de l'association La Nef des Fées.
Avec 4 500 visiteurs lors de sa première édition et 5 000 en avril 2012, il est devenu l'un des principaux festivals français autour de ces thématiques, recevant des personnalités comme Pierre Dubois, Claudine Glot, Régis Boyer ou encore Bernard Sergent en dédicaces et en conférences. Il proposait aussi des expositions, des animations (contes, spectacles, musique), et la remise du prix littéraire de féerie Oriande. 
En 2014, après avoir quitté l'association organisatrice, Hervé Gourdet annonce sur sa page Facebook la fin du Printemps des Légendes.

## Thématiques

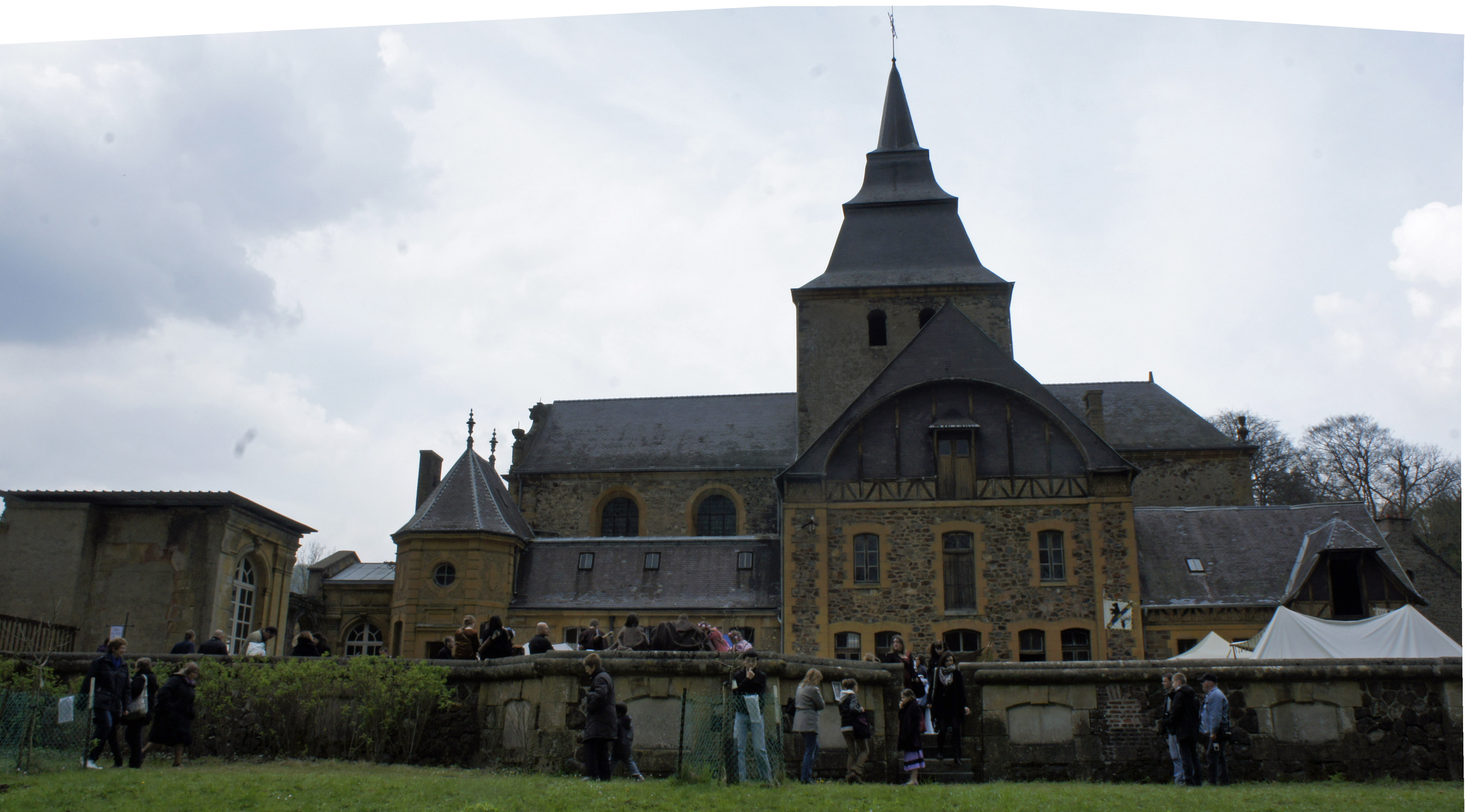
L'Abbaye de Laval Dieu pendant le festival.

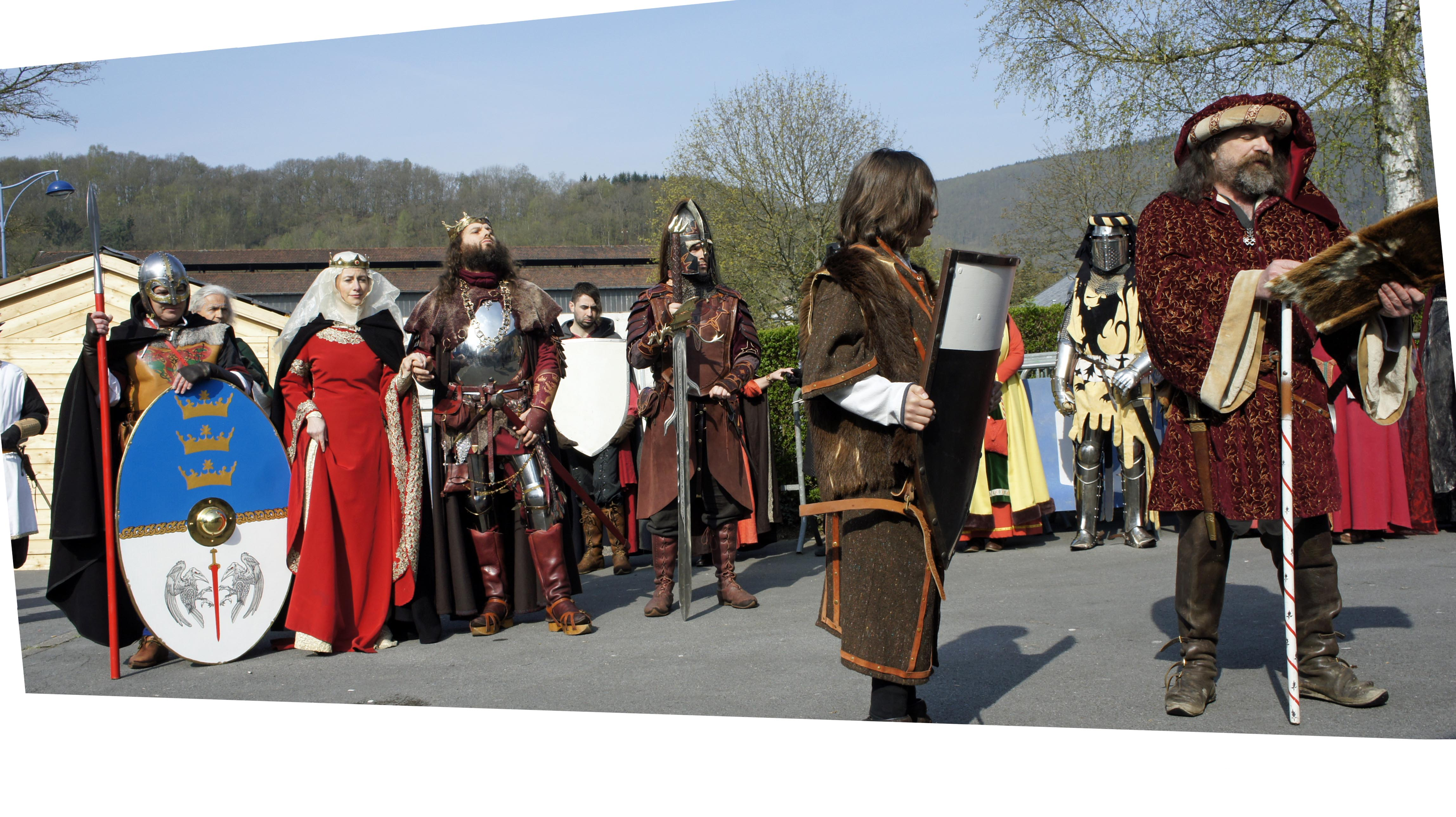
Keu le sénéchal, du Centre de l'imaginaire arthurien, lors de l'inauguration présentant la Table ronde, en avril 2012.

L'objectif du Printemps des Légendes est d'abord de mettre en valeur le patrimoine légendaire dans la communauté de communes Meuse et Semoy, comme celui des quatre fils Aymon, mais aussi d'autres légendes de la forêt ardennaise, comme celles des nutons et les créatures féeriques telles que les fées et les sorcières. Il permet aussi à différents auteurs et artistes intéressés par le légendaire partout en France (et en Belgique) de rencontrer leur public et de présenter leurs œuvres.
Parmi les invités figurent des illustrateurs et illustratrices, éditeurs, conteurs et conférenciers. Le festival accueille aussi des expositions, plusieurs éminents spécialistes de la féerie et des légendes tels que Pierre Dubois et Claudine Glot, et des scientifiques comme l'historien Régis Boyer ou l'actuel président de la société de mythologie française Bernard Sergent. 

## Historique des éditions
Hervé Gourdet a l'idée de créer ce festival en se rendant compte de l'engouement autour de l'imaginaire et de la féerie. Il choisit naturellement de l'organiser dans les Ardennes, son pays natal, pour montrer la place du légendaire Ardennais, alors éclipsé par celui de Bretagne.

### 2009
La première édition des 21 et 22 mars 2009 a accueilli plus de 4 500 participants. Y sont organisés un spectacle conté d’Édouard Brasey et une parade féerique pour la clôture. Sont invités, entre autres, Béatrice Bottet, Albert Moxhet, Nathalie Dau, Krystal Camprubi, Séverine Pineaux, Dr Leo Ruickbie, Godo... Des expositions, conférences, un concert et un défilé sont organisés.

### 2010
Le thème retenu est les quatre fils Aymon et la mythologie nordique. L'illustratrice locale Krystal Camprubi, originaire de la Meuse, réalise l'affiche de l'édition 2010. L'invité d'honneur est l'elficologue Pierre Dubois. Claudine Glot, directrice du centre de l'imaginaire arthurien, remet les prix Oriande. L'historien Régis Boyer anime une conférence consacrée au légendaire scandinave. 
Parmi les invités figurent Erlé Ferronnière, Jess Kaan, Édouard Kloczko, Édouard Brasey, Maurice Vandeweyer, Pierre Efratas, Jean-Luc Marcastel, Nathalie Dau, Albert Moxhet, Frédéric Anarratone, Richard Ely...
Les éditions Argemmios, Lokomodo, Weyrich, Porte-lune, Spootnik, Celtik Diffusion, les Netscripteurs, Ogham... Khimaira magazine, Elbakin.net, Transition, Fées Divers, Keltia magazine et Peuple féerique sont également présents. Au terme de cette édition, le festival devient biennal pour ne pas entrer en concurrence avec le festival Trolls et Légendes de Mons.

### 2012

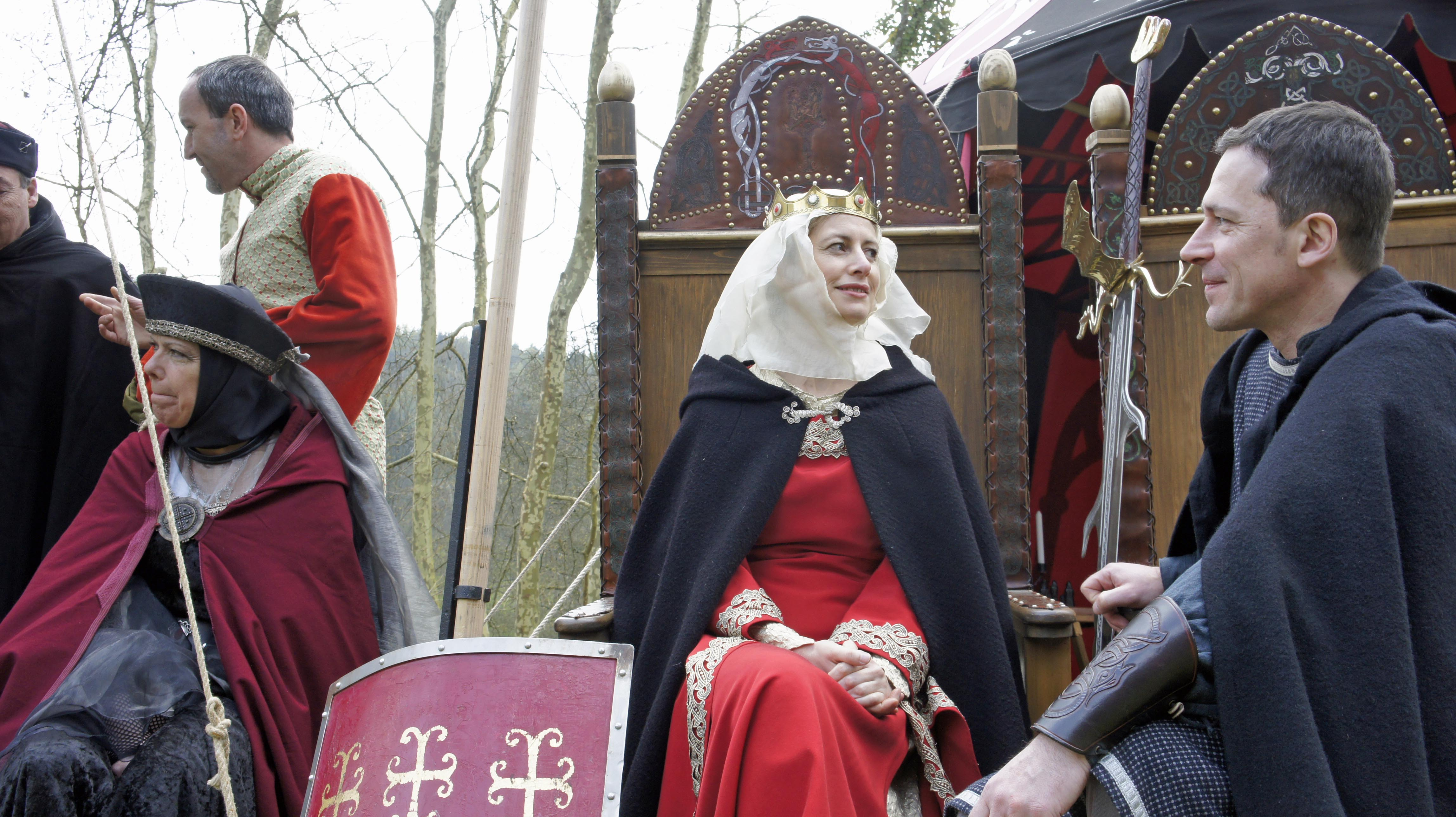
Vie de Cour au camp arthurien.

Le thème retenu est « dames du lac et Dames de Meuse », soit un rapprochement entre les légendes de Bretagne et des Ardennes. L'affiche est réalisée par Bruno Brucéro, l'invité d'honneur est le Centre de l'imaginaire arthurien, qui pendant deux jours recrée le camp médiéval du roi Arthur. Le salon du livre rassemble de nombreux auteurs, dont beaucoup étaient déjà présents sur la dernière édition : Pierre Dubois, Claudine Glot et Albert Moxhet, mais aussi Bernard Sergent, René Hausman, etc.
Le festival s'ouvre à Bogny-sur-Meuse avec le vernissage de l'exposition itinérante Bayard, cheval de légende, créée par Amélie Tsaag Valren et Hervé Gourdet, suivent la remise des prix Oriande 2012 et une soirée de musique irlandaise et bretonne. Le lendemain, le camp arthurien accueille le public à Monthermé, les deux jours sont marqués par les concerts de harpe d'Eve Mc Telenn, les animations de Maxence des oiseaux et d'Arfhëll lutin, le spectacle Fée L'Enfant de Charlotte Dubois, l'exposition des vampires de Lawrence Rasson, l'exposition du centre arthurien ainsi que des balades contées et en calèche en différents lieux de la ville. Le final est un défilé avec un bagad et des troupes folkloriques. Des conférences et de l'artisanat complètent les trois journées de festivités.

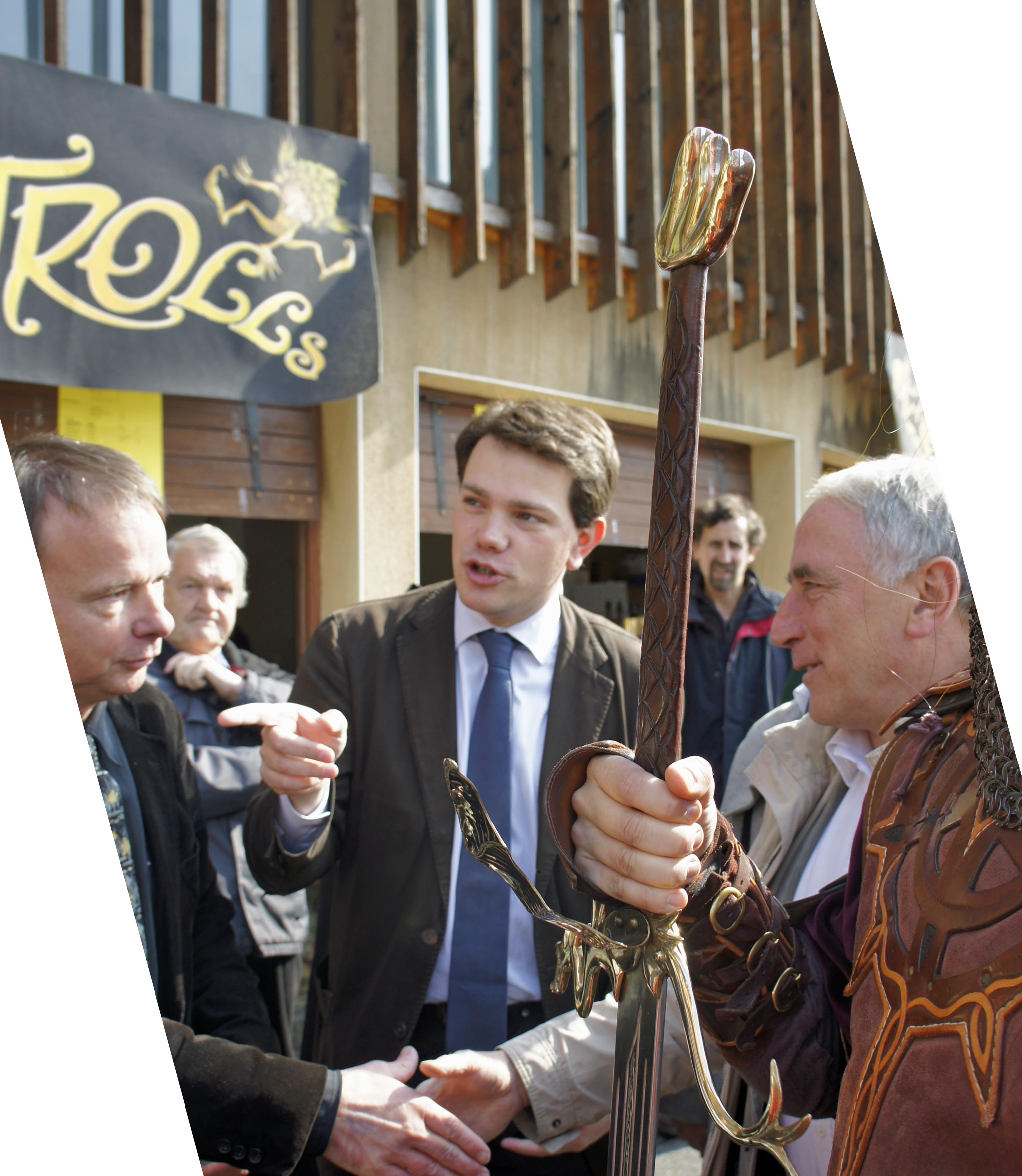
Inauguration
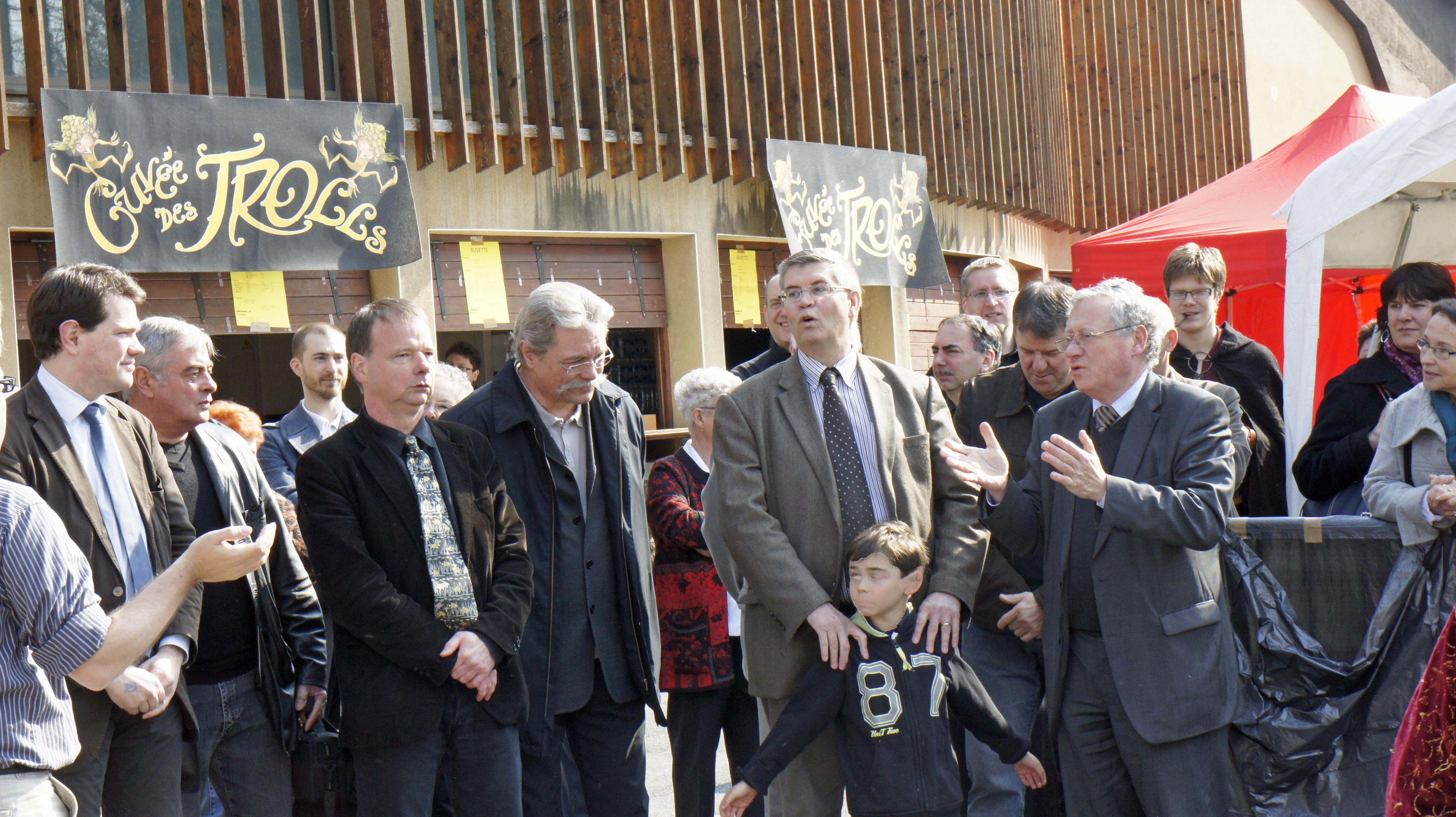
Visite des officiels
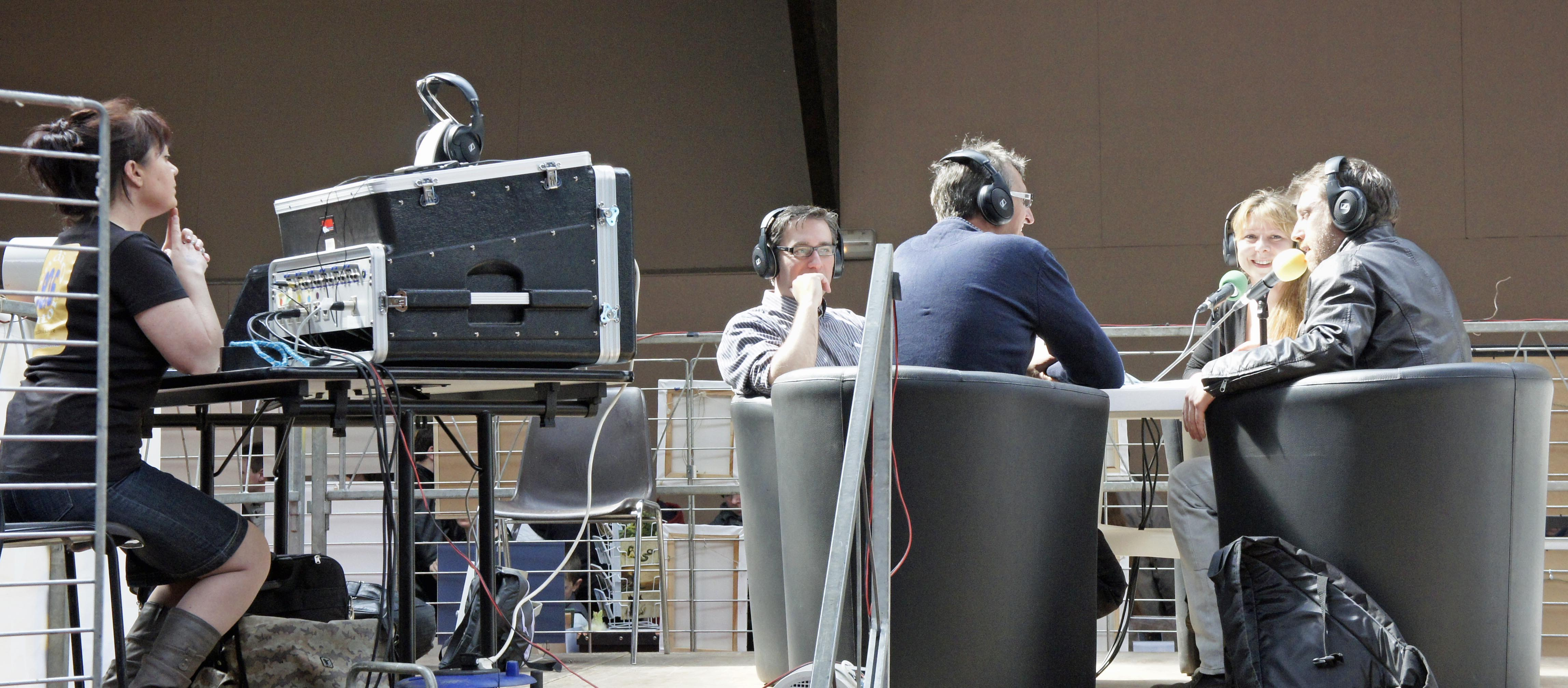
Animation radio au centre du festival

### 2014

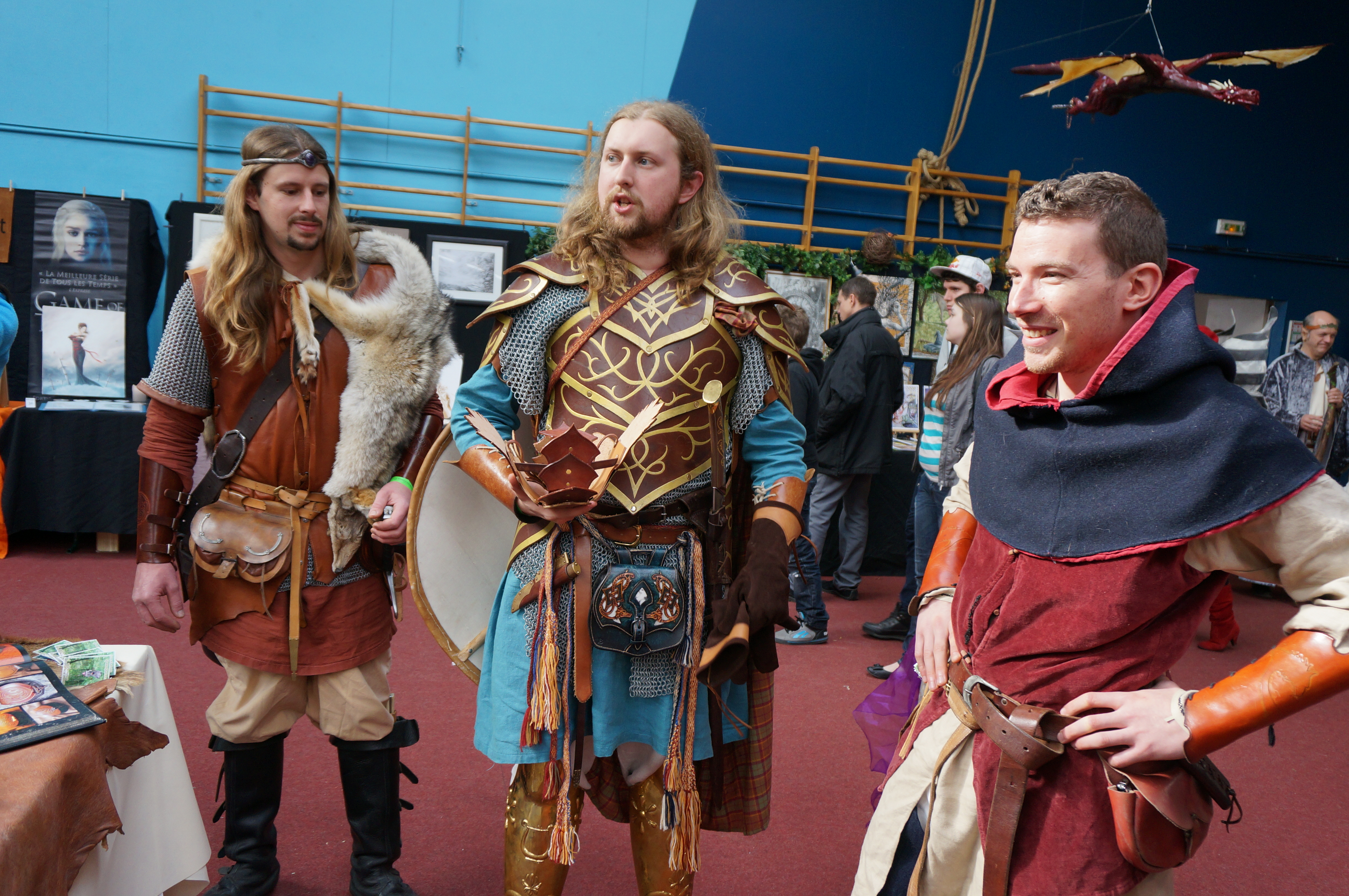
Elfe et dragon.

La quatrième édition, "Ardenne, Terre du Milieu", entendait rendre hommage à l’œuvre de Tolkien. Mené par une nouvelle équipe, le festival proposait un marché féérique agrandit, des expositions de la Tuatha de Brocéliande  (dont Virginie Ropars), Krystal Camprubi, Estherélia  et le Rat à la Plume. La Compagnie du Dragon Vert présentait un camp de reconstitution, et le samedi soir fut animé d'un fest-noz avec les groupes Elixir et Nook. Auteurs, illustrateurs[réf. nécessaire], conteurs et amuseurs furent au rendez-vous, et le festival s'est achevé sur la désormais traditionnelle Grande Parade. Le festival 2014 a accueilli plus de 6 000 visiteurs. 
Cette édition du Printemps des Légendes fut la dernière, son fondateur ayant fait valoir ses droits sur son nom. Un nouveau festival, toujours monté et animé par l'équipe de l'édition 2014, se tient désormais en lieu, date et place du Printemps des Légendes, sous le nom de "L'Orée des Légendes".

## Prix Oriande

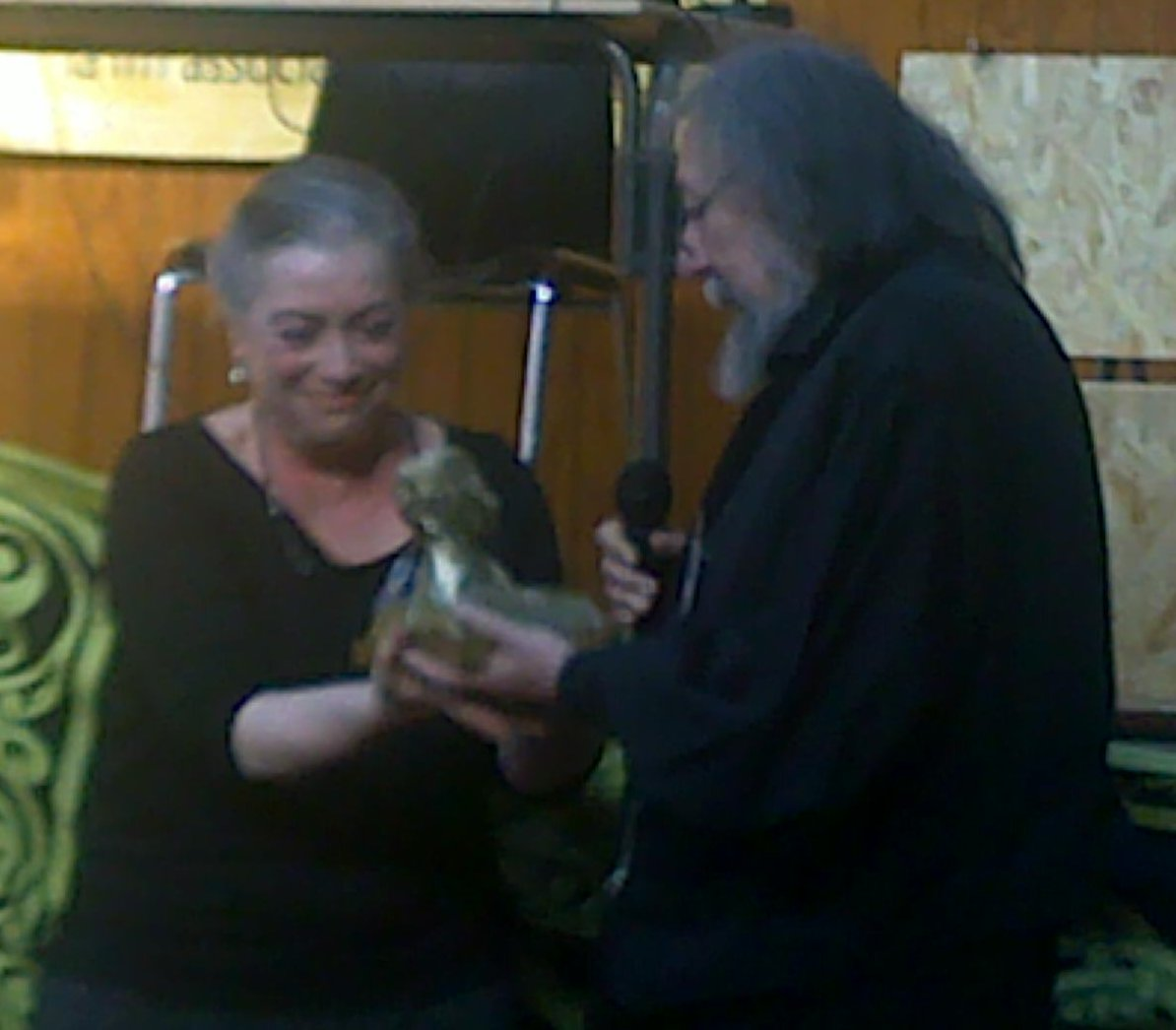
Claudine Glot remet le prix Oriande d'honneur à Pierre Dubois lors de l'édition 2010.

Le prix Oriande est un prix littéraire distribué pendant le Printemps des Légendes, créé pour récompenser les œuvres liées à la féerie. Il a été créé pour l'édition 2010 et compte donc deux remises, en 2010 et 2012.
• Le 24 avril 2010, ont été récompensés Justine Niogret pour Chien du heaume, Frédéric Anarratone pour Oscarthur, Gérard Trignac et Julien Delval pour Abyme, le guide de la Cité des ombres, et Pierre Dubois pour l'ensemble de son œuvre, mais aussi sa générosité et l'aide qu'il a apporté à de nombreux auteurs et dessinateurs débutants. Séverine Pineaux obtient une mention spéciale pour Ysambre,.